# Hồ Bắc (nhạc sĩ)
Xem các nghĩa khác tại Hồ Bắc (định hướng)
Hồ Bắc (sinh năm 1930) là một nhạc sĩ Việt Nam.

## Tiểu sử
Ông sinh ngày 8 tháng 10 năm 1930 tại làng Phù Lưu, xã Tân Hồng, huyện Từ Sơn (nay là khu phố Phù Lưu, phường Đông Ngàn, thành phố Từ Sơn, tỉnh Bắc Ninh). Ông tham gia cách mạng từ rất sớm, 15 tuổi đã là cán bộ Việt Minh phụ trách Thiếu nhi tuyên truyền cách mạng. Sau đó Hồ Bắc vào bộ đội và là cán bộ âm nhạc của Văn công sư đoàn 316, Tổng cục Hậu cần.
Bài hát Làng tôi được ông viết năm 1949 tại chiến khu Việt Bắc. Gắn liền với hai cuộc chiến tranh, phần lớn các sáng tác của ông thuộc dòng nhạc đỏ như Làng tôi (1949), Bên kia sông Đuống (phỏng thơ Hoàng Cầm - 1950), Gặt tay nhanh (1952), Giữ mãi tuổi xuân (1954), Giữ biển trời Xô viết Nghệ An (1965), Trên đường Hà Nội (1966) Gửi anh chiến sĩ thông tin đảo (1966), Sài Gòn quật khởi (1968), Bên cảng quê hương tôi (1970)...
Từ năm 1956, Hồ Bắc chuyển về Đài phát thanh Tiếng nói Việt Nam và làm việc ở đây cho đến khi nghỉ hưu năm 1990. Ở Đài Tiếng nói Việt Nam, Hồ Bắc đã viết một số hợp xướng như Ca ngợi tổ quốc, Dáng đứng Việt Nam, Tổ quốc yêu thương. Ông cũng viết nhạc cho các phim truyện, tài liệu và hoạt hình.
Ngoài công việc sáng tác Hồ Bắc còn viết lời giới thiệu cho những chương trình ca nhạc, bình giải các tác phẩm âm nhạc, biên dịch gần 500 ca khúc nước ngoài để phát sóng. Ông là ủy viên Hội Văn nghệ Hà Nội (từ khoá I đến khóa IV), nguyên phó tổng thư ký Hội Văn nghệ Phát thanh Truyền hình. Ông còn tham gia giảng dạy sáng tác.
Bài Làng tôi của ông trùng tên với hai ca khúc cũng rất nổi tiếng khác của Văn Cao và Chung Quân.
Ông được trao tặng Huân chương Lao động hạng Nhất (1997) và Giải thưởng Nhà nước về văn học nghệ thuật cho Làng tôi, Giữ mãi tuổi xuân, Ca ngợi Tổ quốc (hợp xướng), Sài Gòn quật khởi và Bến cảng quê hương tôi (2001).
Ông đã đột ngột ra đi do tuổi cao sức yếu lúc 4 giờ 15 phút sáng, ngày 8 tháng 2 năm 2021 (27 tết) tại nhà riêng của ông (ở Hà Nội)

## Tác phẩm
| - Bến cảng quê hương tôi - Bên kia sông Đuống - Ca ngợi Tổ quốc - Dáng đứng Việt Nam - Dòng nước mát - Gặt tay nhanh - Giữ biển trời Xô viết Nghệ An - Giữ mãi tuổi xuân - Gửi anh chiến sĩ thông tin đảo - Gửi Việt Trì thành phố ngã ba sông - Hà Nội của tôi - Hát cùng sông nước quê ta - Hát dưới cây đào Tô Hiệu - Hoa hồng trên điểm tựa - Hoa sứ trắng | - Khúc hát trên biển - Làng tôi - Ngày mới trên thành phố - Ngôi trường nhỏ tình yêu của tôi - Sài Gòn quật khởi - Thành phố chúng tôi yêu - Thật đáng khen - Kơlon người thiếu niên anh hùng Tây nguyên - Tình yêu Củ Chi - Tình yêu công nhân - Tổ quốc yêu thương - Trên đường Hà Nội - Tuổi trẻ nhà máy - Về trung du - Chào mùa xuân Tổ quốc |